# Stade féminin de Kairouan
 (août 2024).
Si vous disposez d'ouvrages ou d'articles de référence ou si vous connaissez des sites web de qualité traitant du thème abordé ici, merci de compléter l'article en donnant les références utiles à sa vérifiabilité et en les liant à la section « Notes et références ».
Le Stade féminin de Kairouan est un club tunisien de football féminin basé à Kairouan.
Le club remporte le championnat de deuxième division féminine tunisienne 2008-2009.